# Колібрі-рубін
Колі́брі-рубі́н (Chrysolampis mosquitus) — вид серпокрильцеподібних птахів родини колібрієвих (Trochilidae). Мешкає в Південній Америці та на сусідніх островах. Це єдиний представник монотипового роду Колібрі-рубін (Chrysolampis).

## Опис

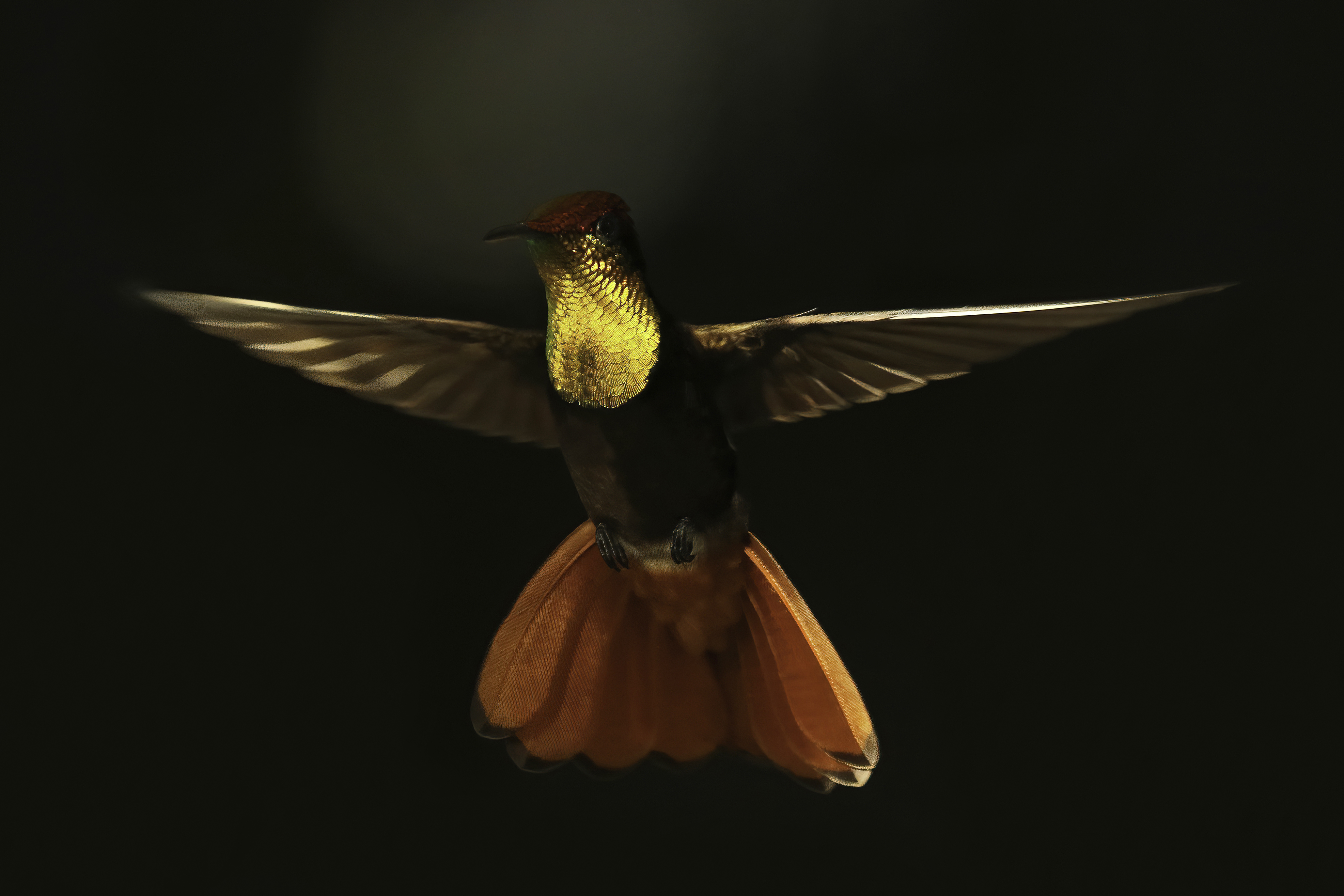
Самець колібрі-рубіна в польоті

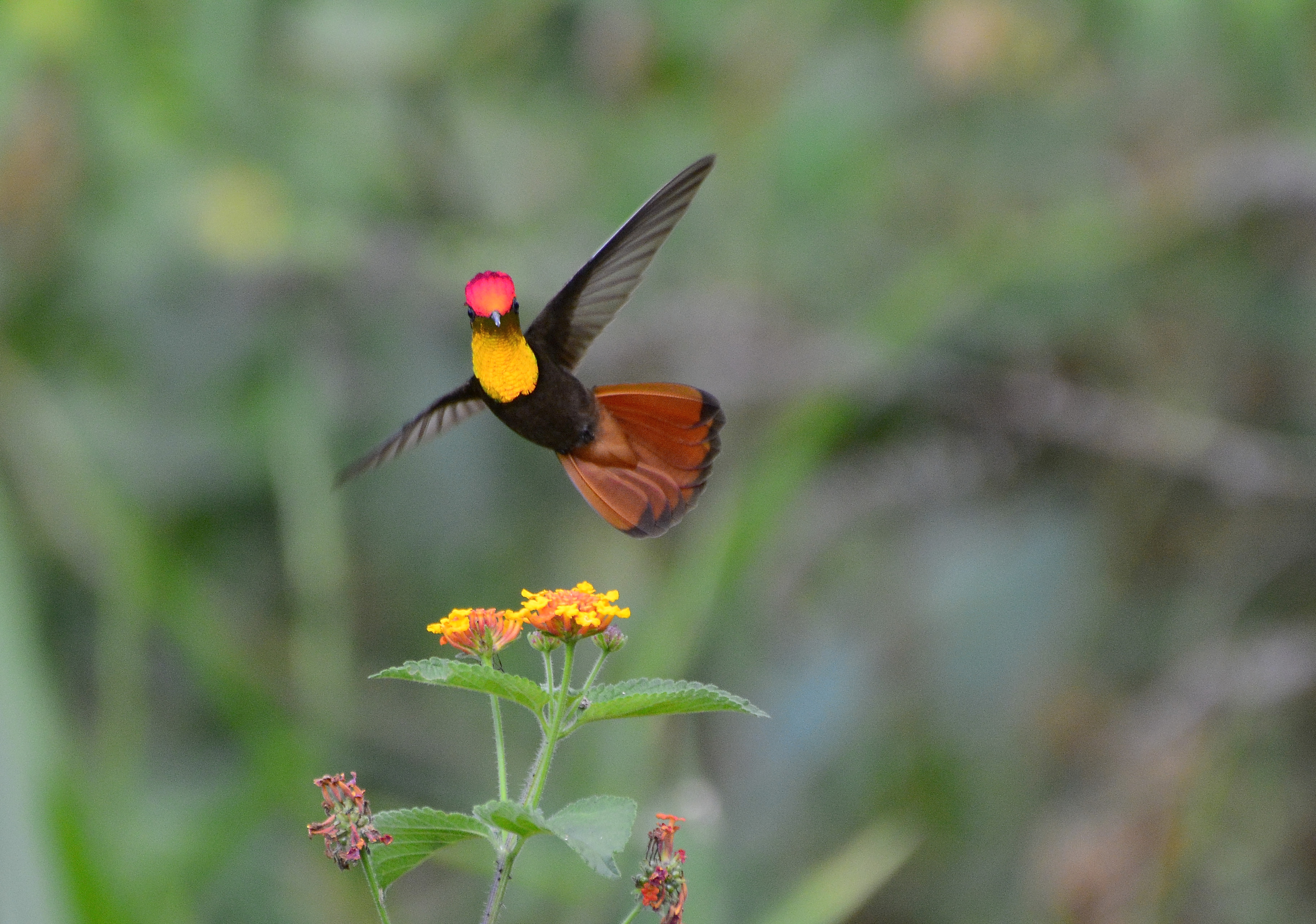
Самець колібрі-рубіна в польоті

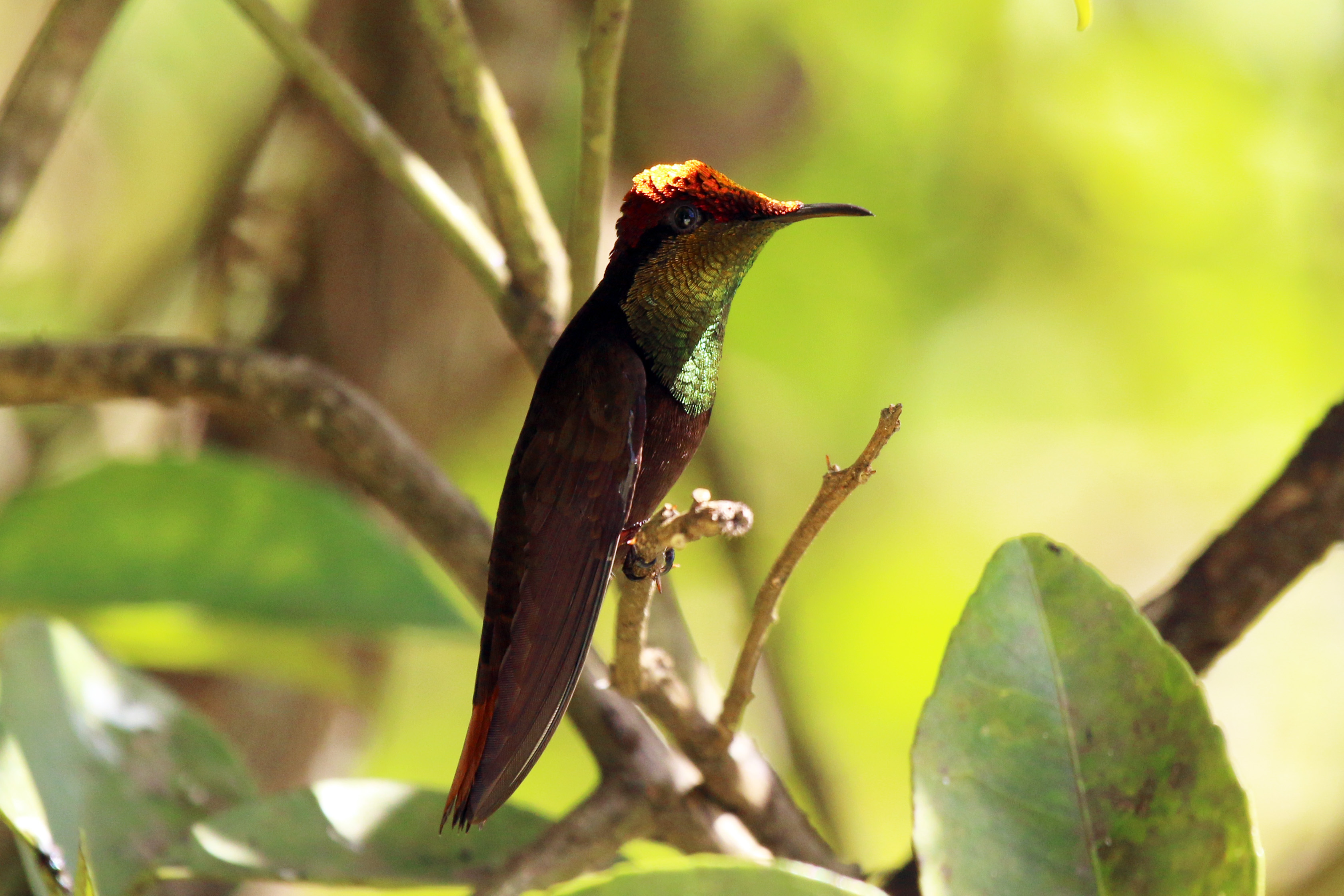
Самець колібрі-рубіна в польоті

Довжина птаха становить 8-9,5 см, розмах крил 12 см, вага 2,5-5 г. У самців верхня частина тіла темно-коричнева з оливково-зеленим відблиском. Тім'я і потилиця рубіново-червоні, блискучі, горло і груди яскраво-золотисто-оранжеві. блискучі, іноді зі смарагдово-зеленим відблиском. Решта нижньої частини коричнева, хвіст каштановий х чорним кінчиком.
У самиць верхня частина тіла бронзово-зелена, нижня частина тіла блідо-сіра. Хвіст каштановий з темною смугою на кінці і білим кінчиком, центральні стернові пера оливково-зелені. У самиць з Тринідаду на горлі іноді є темно-зеленувата смуга. Забарвлення молодих птахів є подібне до забарвлення самиць, однак у молодих самиць хвіст темно-коричневий з білим кінчиком, а у молодих самців горло має оранжевий відблиск.

## Поширення і екологія
Колібрі-рубіни мешкають в Колумбії (на півночі країни, на північний схід від Анд і у міжандійських долинах), у Венесуелі, Гаяні, Суринамі, Французькій Гвіані, на півночі, сході і в центрі Бразилії, на крайньому сході Болівії, а також на Тринідаді і Тобаго, на Нідерландських Антильських островах та, ймовірно, на крайньому сході Панами. Бродячі птахи спостерігалися в Аргентині, Перу і, за непідтвердженими свідченнями, в Парагваї. Колібрі-рубіни живуть в саванах, зокрема в серрадо і льяносі, в сухих чагарникових заростях на схилах пагорбів, на луках і полях, в парках і садах. Зустрічаються переважно на висоті до 500 м над рівнем моря, місцями на висоті до 1700 м над рівнем моря.
Колібрі-рубіни здійснюють сезонні міграції. В долину річки Каука в Колумбії вони прибувають в травні і покидають її у вересня, а на Тринідаді і Тобаго вони майже не зустрічаються з серпня по листопад. В бразильському штаті Парана вони зустрічаються з жовтня по квітень, а в Баїї з січня по травень, виключно під час сезонум дощів. В Бразилії птахи мігрують в напрямку північ-південь, перетинаючи Амазонію, а на карибському узбережжі птахи мігрують в напрямку захід-схід, через долини річок Каука і Магдалена.

## Поведінка
Колібрі-рубіни живляться нектаром різноманітних квітучих чагарників, дерев, епіфітів, кактусів та інших рослин, зокрема з родів Russelia, Cajanus, Isertia, Melocactus, Citharexylum, Samanea, Cordia, Palicourea, Sarcopera, Lantana і Inga, а також дрібними комахами і павуками, яких ловлять в польоті або збирають з рослинності. Самці захищають кормові території.
Початок сезону розмноження у колібрі-рубінів різниться в залежності від регіону. На півночі ареалу він триває переважно з грудня по червень, а на більшій частині Бразилії з вересня по березень. Гніздо чашоподібне, робиться з тонких рослинних волокон і павутиння, зовні покривається лишайником, розміщується серед гілок, на висоті від 1 до 4 м над землею. В кладці 2 яйця. Інкубаційний період триває 15-16 днів, пташенята покидають гніздо через 19-22 дні після вилуплення.